# 李元裕
李元裕（624年—665年），唐朝皇子，唐高祖李淵第十七子。
631年，封鄶王。637年，改封鄧王，受实封八百户。历任鄧州、梁州、黄州刺史。好学問、善談名理，与典签卢照邻为布衣之交。649年，加增实封千二百户。唐高宗时，历任寿州、襄州刺史，兖州都督。665年，去世，追贈司徒、益州大都督，陪葬献陵。谥号康。無子，以江王李元祥之子广平公李炅过继。

## 母
- 崔商珪（？－636年)，字叔贞，博陵安平人。唐朝分九嬪（昭仪、昭容、昭媛、修仪、修容、修媛、充仪、充容、充媛），史书没有记载崔嬪具体位号，《资治通鉴音注》作瞿嫔。618年进宫选为崔宝林。623年册封为崔嫔。崔嫔本是皇后候补人选，因唐高祖在626年退位，所以没有册封为皇后。626年唐太宗继位。册封庶母崔嫔为崔太妃。崔太妃也帮唐太宗管理后宫。636年崔嫔在自己的寝宫天霞宫病逝。葬在安徽省淮南市谢家集区唐山镇，现存有《唐邓国主太妃崔氏墓志》。

## 影视作品
- 電視劇

| 年份 | 劇名     | 演員   | 剧中姓名 | 劇中稱謂 |
| 2010 | 公主嫁到 | 謝雪心 | 崔氏     | 崔太妃   |

## 传記資料
- 《旧唐書》卷六十四 列传第十四 鄧王元裕传
- 《新唐書》卷七十九 列传第四 鄧王元裕传